# Mária Dorottya württembergi hercegnő
Württemberg Mária Dorottya (teljes nevén Mária Dorottya Lujza Vilma Karolina hercegnő, németül: Herzogin Maria Dorothea von Württemberg; Carlsruhe, Szilézia, 1797. november 1. – Buda, Magyar Királyság, 1855. március 20.), Lajos württemberg herceg és Nassau–Weilburgi Henrietta leánya, aki József nádor harmadik hitveseként majd annak özvegyeként osztrák főhercegné.

## Élete
Mária Dorottya hercegnő édesapja Lajos Frigyes Sándor württemberg–tecki herceg (Ludwig Friedrich Alexander Herzog von Württemberg-Teck) (1756–1817) volt, (Württemberg első királyának, I. „Kövér” Frigyesnek öccse).
Édesanyja Henrietta nassau–weilburgi hercegnő (1780–1857) volt, apjának második felesége. Öt gyermekük született, Mária Dorottya volt a legidősebb. A testvérek:
- Mária Dorottya hercegnő (1797–1855), magyar nádorné.
- Amália Terézia hercegnő (1799–1868), 1817-től József szász-altenburgi herceg felesége.
- Paulina Terézia hercegnő (1800–1873), aki 1820-ban Württemberg második királyának, I. Vilmosnak (1781–1864) harmadik felesége lett.
- Erzsébet Alexandrina hercegnő (1802–1864), aki 1830-ban Vilmos badeni herceghez (1792–1859) ment feleségül.
- Sándor Pál Lajos herceg (1804–1885), aki 1835-ben Rhédey Klaudia (1812–1841) magyar grófnőt vette feleségül.

Mária Dorottyának volt egy féltestvére is, apjának első házasságából, amelyet 1784-ben Maria Anna Czartoryska lengyel hercegnővel (1768–1854) kötött, de akitől már 1792-ben elvált:
- Ádám Károly Vilmos herceg (1792–1847), az orosz cári haderő tisztje, nem nősült meg.

### Házassága, gyermekei

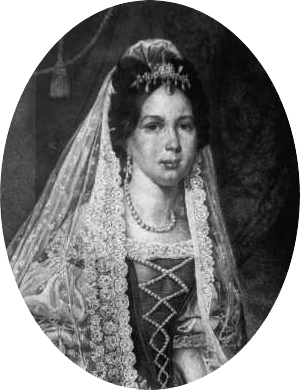
Mária Dorottya főhercegné

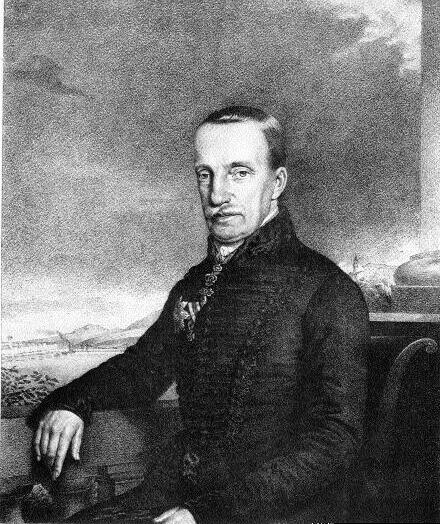
József nádor

1819. augusztus 24-én a Stuttgart melletti Kirchheim unter Teck várkastélyában, „ökuménikus” szertartás keretében feleségül ment József Antal János osztrák főherceghez (1776–1847), Magyarország nádorához, az elhunyt II. Lipót (1747-1792) német-római császár, magyar és cseh király fiához, I. Ferenc császár (1768–1835) öccséhez.
Az esküvő idején József nádor 43, Mária Dorottya hercegnő 22 éves volt. József főherceg akkor már két feleségét veszítette el: Alexandra Pavlovna Romanovna (1783–1801) orosz nagyhercegnőt, és az Anhalt-Bernburg-Schaumburg-Hoym-házból származó Hermina hercegnőt (1797–1817). Mindketten gyermekágyi lázban haltak meg, első gyermekük születése után. Mária Dorottya hercegnő lett a harmadik feleség, az utolsó magyar nádorné. Az őt köszöntő magyar országgyűlési küldöttségnek magyar nyelven válaszolt, amire a Habsburg-uralkodóház nőtagjainál még nem volt példa. A házaspárnak 5 gyermeke született:
- Erzsébet Karolina főhercegnő (*/† 1820, egy hónapig élt).
- Sándor Lipót főherceg (1825–1837).
- Erzsébet Franciska Mária főhercegnő (1831–1903), akinek első férje Habsburg–Estei Ferdinánd Károly Viktor főherceg (1821–1849), IV. Ferenc modenai herceg fia volt. Leányuk, Habsburg–Estei Mária Terézia Henrietta főhercegnő (1849–1919) később III. Lajos bajor király feleségeként Bajorország királynéja lett. Erzsébet Franciska Mária második férje Habsburg–Tescheni Károly Ferdinánd főherceg, (Károly főherceg fia), II. Lipót császár unokája lett.
- József Károly Lajos főherceg (1833–1905), császári-királyi lovassági tábornok, 1869-től haláláig a Magyar Királyi Honvédség főparancsnoka, aki Klotild Mária Adelheid Amália szász–koburg–gothai hercegnőt, Lajos Fülöp francia király unokáját vette feleségül.
- Mária Henrietta főhercegnő (1836–1902), aki Lipót brabanti herceghez (1835–1909), a későbbi II. Lipót királyhoz ment férjhez, és Belgium királynéja lett.

Mária Dorottya evangélikus vallású volt, ami a szigorúan katolikus Habsburg-családban megütközést keltett. Gyermekeit, a Habsburg császár unokaöccseit, unokahúgait a pápa rendeletére szigorúan katolikus szellemben kellett nevelnie, bár maga rossz véleménnyel volt az osztrák udvar spanyol szellemű, merev és konzervatív katolicizmusáról. Sajátjaiként nevelte a József nádor második házasságából született ikreket, Hermina Amália Mária főhercegnőt (1817–1842) és István Ferenc Viktor főherceget (1817–1867), a későbbi István nádort. Saját gyermekei közül Erzsébet néhány hónaposan, Sándor fia pedig 12 évesen meghalt. A többiek: Erzsébet Franciska Mária, József Károly Lajos és Mária Henrietta harmonikus, összetartó családban nőhettek fel.

### Közéleti, egyházi tevékenysége
Mária Dorottya főhercegné József nádor haláláig (1819–47 között) Budán lakott. Magáévá tette férjének (aki „Habsburgnak született, és magyarnak halt meg”), a magyarok iránti rokonszenvét. A Habsburg-ház nőtagjai közül 1826-ban Mária Dorottya főhercegné szólt először magyar nyelven a magyar országgyűlés küldöttségéhez. A württembergi pietista szellemben nevelkedett asszony sokat tett evangélikus egyházáért is. Aktívan részt vett a magyar lutheránus közösség életében, felkarolta az evangélikus egyházi intézményeket.
A pesti evangélikus gyülekezet már korábban, 1787-ben megalakult, főleg német és szlovák tagokból. II. József türelmi rendelete biztosította a szabad vallásgyakorlás és templomépítés jogát. A pesti gyülekezet a városfalakon kívül, az akkori Kohlmarkt (Káposztáspiac) téren, a mai Deák téren telket vásárolt, ott 1811-ben templomot építettek Pollack Mihály tervei alapján. A 19. század elején kibontakozó nemzeti mozgalmak a háromnyelvű (német, szlovák, magyar) pesti evangélikus egyházat is megbolygatták. Az 1830-as években a szlovák nyelvű egyház Ján Kollár lelkész vezetésével elszakadt és önállósult.
Mária Dorottya buzgó evangélikus volt. A fővárosi lelkészeket rendszeresen összehívta közös bibliaolvasásra. Mivel a budai várban, ahol lakott, nem volt evangélikus templom, az akkor már meglévő pesti Deák téri templomba járt át istentiszteletre. Télen azonban nem lehetett átkelni a Dunán, így amikor Székács József pesti evangélikus lelkész azt javasolta, hogy a magyar és német evangélikusok Budán is alapítsanak egy új templomot, Mária Dorottya támogatta a tervet.
A budai evangélikus egyházközséget 1844-ben Mária Dorottya főhercegné alapította meg egy lelkészi állás létesítésével, és a budavári Dísz téri evangélikus templom építésének megindításával. A nádorné 10 000 forintos alapítványlevelet állított ki Székács József részére, ebből felépülhetett a templom és a parókia. Az 1847. szeptemberi felszentelésen azonban a megözvegyült nádorné már nem lehetett jelen, mert bécsi száműzetésbe kényszerítették.
1839-ben skót misszionáriusok (Alexander Keith és társai) érkeztek Palesztinából, ahol a zsidók között végeztek evangelizációs munkát. A nádorné rábírta őket, folytassák térítő szolgálatukat a magyarországi zsidóság körében. A skót szerzetesek később a magyar evangélikus közösség támaszaivá váltak a katolikus birodalomban. 1841-ben a skót protestáns egyház megbízásából újabb misszionáriusok érkeztek Magyarországra, John Duncan vezetésével. Mária Dorottya támogatásával angol nyelvű protestáns gyülekezetet szerveztek a katolikus Habsburg Birodalom közepén. Ennek magvát a Lánchíd építésére érkező skót munkások és családjaik alkották.
Több utazást is tettek Magyarországon. A magyar nyelvtudása és az ország haladása érdekében kifejtett tevékenysége révén köztiszteletnek örvendő József nádort és feleségét mindenütt szeretettel fogadták. 1821-ben, házasságuk második évfordulóján a Tiszántúlon tett utazás keretében meglátogatták Orosházát. Az eseményt a város (akkor még község) elöljárói emléklapon örökítették meg. A ritka dokumentum eredetijét ma Országos Széchényi Könyvtár őrzi.
A nádorné segítette a meglévő jótékonysági szervezeteket, maga is alakított újakat, kisgyermekek, árvák, betegek és vakok számára.
Mária Dorottya 1819-ben a Budai Jótékony Nőegylet védnöke lett. Folytatta előde, Hermina tevékenységét. 1820-ban házat vásárolt, melyet kereseti háznak rendezett be, hol szegény elhagyatott nőket foglalkoztatott kötéssel, fonással. Az ő nevéhez fűződik öt, lányok számára való munkaiskola megszervezése, Buda különböző részein. 1818-ban részt vett egy vakok számára berendezett gyógyintézet létesítésében. Az 1828-ban a Brunszvik Teréz által megalapított első óvodának is nemsokára az egyesület nyújtott otthont, majd 1832. július 1-jétől kezdve pedig átvette a kisdedóvót fenntartását.
Az 1830–31-ben az egész országban kitört kolera-járvány fokozott tevékenységre indította az egyesületet és a nádornét. A szegények nyomorának enyhítésére pénzsegélyeken kívül burgonyát, kenyeret, húst és fát osztott ki és elhatározta, hogy tekintettel a rendkívüli nyomorra, az egyesületi törzsvagyon egy részét is felhasználja. E határozat folytán 1831. február 6-tól március végéig az egyesülettől – a választmányi hölgyek útján s az ő felügyeletük alatt – 1069 család, 3200 személy nyert ellátást.
1839-ben Mária Dorottya nádorné és más főrangú személyek támogatásával megalakult a Szegény-gyermekkórház Pesten nevű gyermekmentő intézmény, amely ma a Semmelweis Egyetem I. sz. Gyermekklinikája. 1837. augusztus 25-én a nádorné, Bánffy grófnő társaságában meglátogatta a kórházat, elismerő sorait ma is őrzik az egyetem irattárában. A főhercegné a következő években is folyamatosan támogatta a gyermekkórház ügyét.
1847-ben meghalt József nádor. A budai jótékony nőegyesület benne leghatalmasabb támogatóját vesztette el, aki nemcsak évenként 2500 forinttal segélyezte, hanem állásából kifolyólag az udvart és a gazdag főnemességet is rá tudta bírni, hogy az egyesület iránt érdeklődjenek és mind erkölcsileg mind anyagilag pártolják. A szabadságharc után igazán nem tudta támogatni az egyesület tevékenységét. 1855-ben halálával Albrecht főherceg neje, Hildegárd vette át az egyesület védnökségét. Hildegárd hercegnő halála után a védnökség egy rövid ideig betöltetlen maradt, majd 1868-tól haláláig Erzsébet királyné viselte e tisztséget.

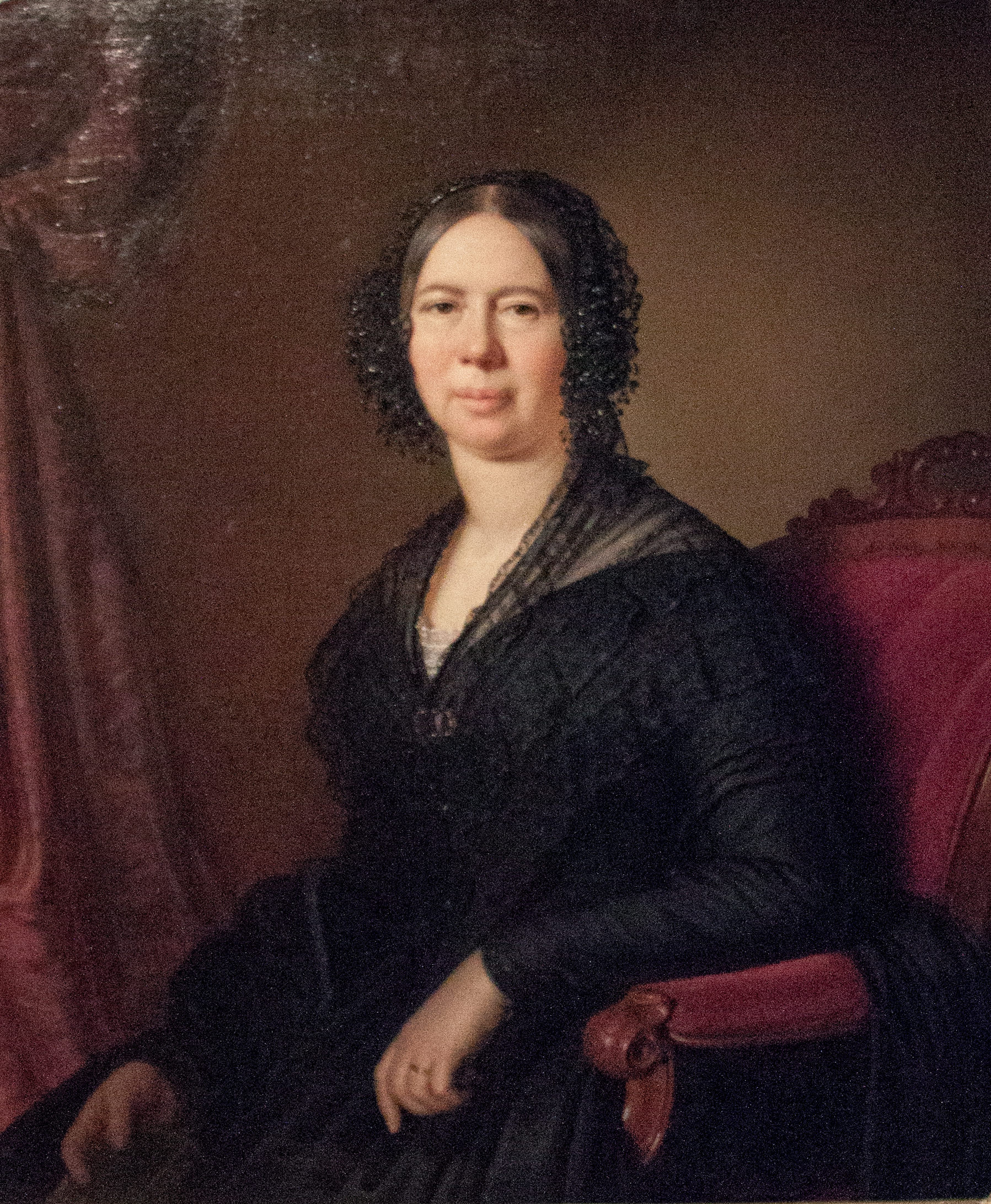
Mária Dorottya főhercegné
(Anton Einsle műve, 1847.)

### Özvegységben, száműzetésben
Amikor József nádor 1847. január 13-án meghalt, a bécsi udvar azonnal megtiltotta az özvegy nádornénak, hogy a budai várban maradjon. Metternich kancellár utasítására már január 25-én el kellett hagynia „magyar hazáját”. A kegyetlen intézkedés nemcsak a budai evangélikus gyülekezettől, hanem három kiskorú gyermekétől is elszakította. Az evangélikus közösség kis csoportja az általa alapított, épülő templom előtt vett búcsút az özvegy nádornétól. A császári kormány Mária Dorottya özvegy főhercegné részére a bécsi Augarten negyedben jelölt ki kényszerlakhelyet. Hátralévő életét itt élte le, bár innen is igyekezett támogatni a magyar evangélikus egyház ügyét.
Rokonszenvezett az 1848–49-es forradalom és szabadságharc ügyével, erről tanúskodnak lelkipásztorának, Bauhofer Györgynek írt rejtjeles levelei is. Erről azonban az őt megfigyelés alatt tartó bécsi titkosrendőrség is tudott. A főhercegné latba vetette minden befolyását, hogy enyhítse a magyar szabadságharc leverése utáni megtorlások mértékét. 1849 őszén sikertelenül próbált közbenjárni báró Jeszenák János kormánybiztos, egyházkerületi felügyelő halálos ítéletének megváltoztatásáért, vagy a végrehajtás elhalasztásáért. Johann Kempen altábornagy, rendőrminiszter elutasította. 1850 februárjában azonban sikerrel továbbította a pest-budai protestáns lelkészek folyamodványát unokaöccsének, a fiatal Ferenc József császárnak, aki visszavonatta a bécsi kormánynak a magyar evangélikus egyház zsinati-presbiteri alkotmánya ellen hozott rendeletét. 1852-ben Bauhofer György betiltott kézirata a magyar evangélikus egyház történetéről, üldöztetéséről, amelyet az országból kiutasított skót misszionáriusok közvetítésével csempésztek Bécsbe, a főhercegné segítségével megjelenhetett Berlinben, Londonban, majd Bostonban is. Haubner Máté dunántúli püspök kufsteini börtönbüntetését is a főhercegné közbenjárására enyhítették, akárcsak a hetvenéves Szeberényi János bányakerületi püspök börtönbüntetésének elengedését.
Augarteni száműzetése hét évig tartott, de a protestánsok továbbra is kapcsolatban maradtak vele. Három alkalommal is meglátogatta budai evangélikus gyülekezetét, a hatóság hallgatólagos engedélyével. Ennek során a császári hatóságok megalázó módon egy katolikus pap felügyelete alá helyezték, lutheránus bibliáját elkobozták. Sem udvarhölgyet, sem fogatot nem bocsátottak rendelkezésére, gyalog kellett eljárnia az evangélikus istentiszteletekre. Erről a bánásmódról John Duncan skót misszionárius a külföldet is tudósította. Az özvegy nádorné vállalta a jószolgálati munkát, az uralkodóház és a jogfosztott magyarok között.
Gyermekeit visszakapta, de csak katolikus módon nevelhette őket. Családi tragédia is sújtotta. 1849-ben váratlanul meghalt a veje, Ferdinánd modenai herceg, Erzsébet Franciska Mária főhercegnő fiatal férje. Kislányuk, Mária Terézia Henrietta főhercegnő (a későbbi bajor királyné) apja halálának évében született meg, Mária Dorottya magára vállalta unokája nevelését is. Erzsébet Franciska Mária 1852-ben férjhez ment Habsburg–Tescheni Károly Ferdinánd főherceghez, (Károly főherceg fiához), és 1855 tavaszán megszületett második gyermeke is. Ennek a házasságnak későbbi leszármazottai I. János Károly spanyol király és fia, VI. Fülöp. Mária Dorottya kisebbik leánya, Mária Henrietta főhercegnő 1853-ban ment feleségül Lipót brabanti herceghez, I. Lipót belga király fiához, és 1865. december 17-én Belgium királynéja lett, II. Lipót király oldalán.

### Halála, temetése
Mária Dorottya utoljára 1855. január 3-án érkezett Budára, ezúttal hivatalos engedéllyel, hogy várandós leánya, Erzsébet Franciska Mária hercegnő mellett lehessen. A korabeli újságok szerint érkezése estéjén leányával, Erzsébet Franciska Mária hercegnővel együtt a Nemzeti Színházba mentek. A császári rendőrség minden lépésüket figyelte, ennek ellenére a főhercegné meglátogatta az általa alapított evangélikus templomot is. Márciusban erősen megfázott. Betegsége súlyosbodott, Mária Dorottya ágynak esett, majd megbénult. Keresztlánya, Bauhofer Vilma szerint azért, mert ápolói megmérgezték. Székács József pesti és Bauhofer György budai evangélikus lelkészek látogatták a haldoklót, aki március 30-án hajnalban elhunyt. A hivatalos anyakönyvi bejegyzés szerint halálának oka „agylágyulás” volt („Zerzetzung des Gehirns”).
A nádornét a budai királyi palota egyik termében ravatalozták fel. A főváros lakosai április 2–3-án róhatták le előtte kegyeletüket. Április 4-én kísérték utolsó útjára, a württembergi királyi címerek alatt. A temetésen részt vett Albert főherceg, katonai és polgári kormányzó a feleségével, Hildegárd bajor hercegnővel és a Habsburg-ház más tagjaival. Kisebbik leánya, Mária Henrietta Egyiptomban tartózkodott férjével, így nem lehetett jelen anyja temetésén. Mária Dorottya főhercegnét, nádornét a budavári Királyi Palotában, a nádori kriptában helyezték örök nyugalomra, 1847-ben elhunyt férje mellé. Székács Józsefnek a gyász-istentiszteleten magyar nyelven elmondott beszédét nyomtatásban is kiadták.

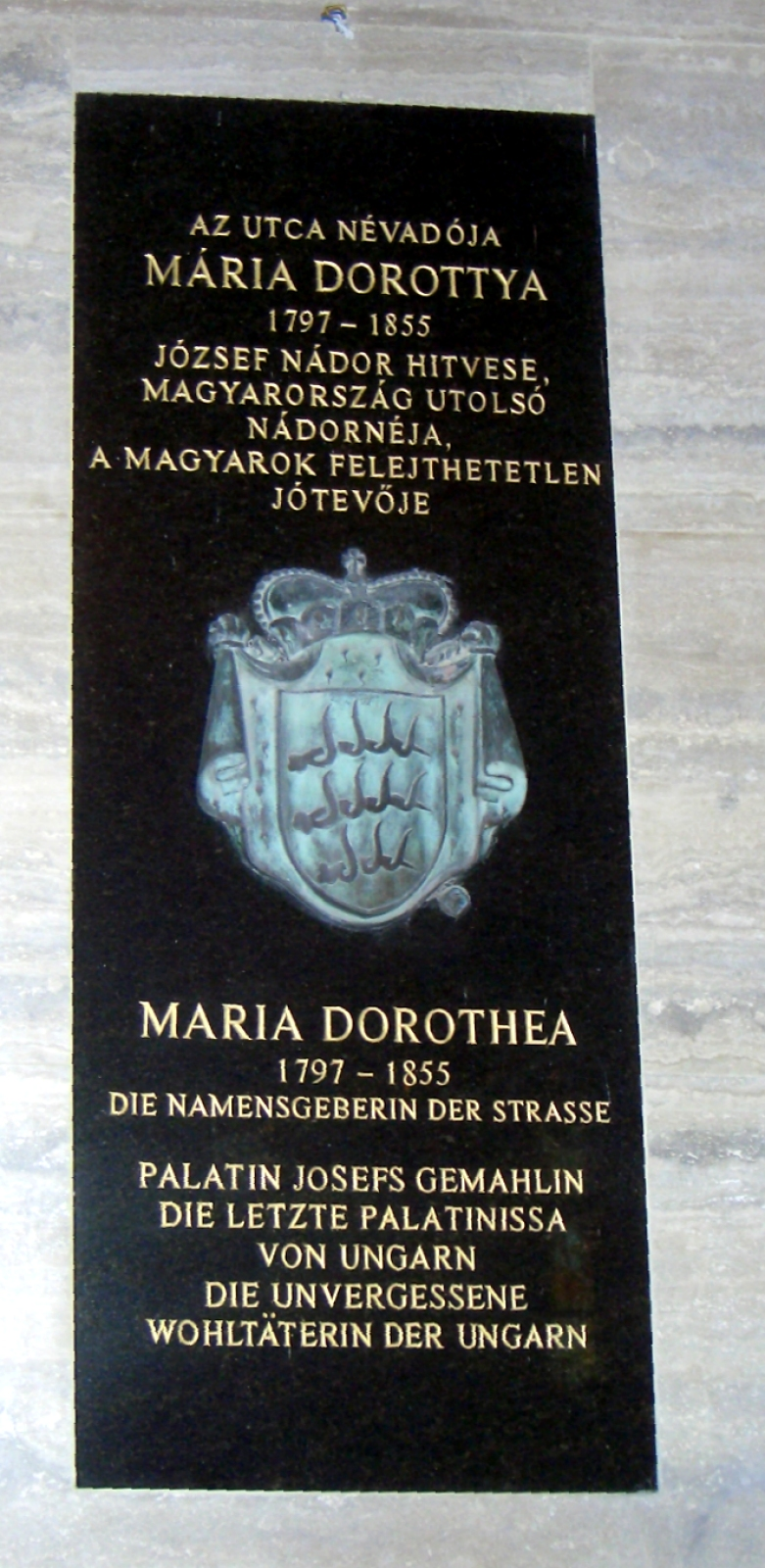
Emléktáblája Budapesten, a róla elnevezett Dorottya utcában

## Utóélete, emléke
- A budapesti belvárosi Dorottya utca őrzi nevét. A 2. sz. ház falán, a Vörösmarty tér sarkán, a württembergi hercegi címerrel díszített emléktábla kétnyelvű (magyar és német) szövege: „Az utca névadója Mária Dorottya (1797–1855), József nádor hitvese, Magyarország utolsó nádornéja, a magyarok felejthetetlen jótevője”. A tábla avatásán jelen volt Habsburg Mihály főherceg, Mária Dorottya dédunokája, Habsburg György főherceg, Habsburg Ottó legifjabb fia, aki Magyarországon él, továbbá D. Szebik Imre, a Magyarországi Evangélikus Egyház elnök-püspöke és a nádorné által alapított budavári evangélikus gyülekezet tagjai.
- Az orosházi evangélikus egyházi levéltár őrzi a nádor és felesége 1821-i látogatásának alkalmából készült emléklapot: „Felséges Császári Királyi Fő Hertzeg Jósefnek Magyar Ország Nádor Ispánnyának és Mária Dorothea Felséges Hertzeg Asszonynak Magyar Ország Nádor Ispánnya betses Hitvessének 1821-dik Esztendő Aug. 24-dikén Orosháza Helységén keresztül tett utazásokkor érzett örvendezések ugyan azon Helység Biráinak és Községének.”
- A karácsonyfa: Bécsi példa nyomán, a magyar arisztokrácia hozta be hazánkba. Az első karácsonyfát valószínűleg 1824-26 körül Brunszvik Teréz grófnő és Mária Dorottya nádorné állították (Budán), valamint a Podmaniczky család, aszódi kastélyukban.
- Mária Dorottya Evangélikus Szabadegyetem, amely a soproni Berzsenyi Dániel Evangélikus Gimnázium (Líceum) keretei között működik, elindítója: Dr. Lampérth Gyula igazgató.

## Sírjának későbbi sorsa
- Az 1970-es években, amikor az 1945 óta romos állapotú budai királyi palota felújítása megkezdődött, a nádori kriptát a sírokkal együtt ismeretlenek több alkalommal, rendszeresen visszajárva, módszeresen megrongálták és kifosztották. A helyreállításba antropológus szakértőket is bevontak. A kripta ma régi állapotában látogatható.

## Lásd még
- Württemberg uralkodóinak listája
- Henrietta nassau–weilburgi hercegnő, Mária Dorottya hercegnő anyja.